# Hans Büttner (Politiker)
Hans Büttner (* 18. Oktober 1944 in Ingolstadt; † 18. September 2004 in Berlin) war ein deutscher Journalist und Politiker (SPD). Dem Bundestag gehörte er von 1990 bis zu seinem Tod an.

## Ausbildung und Beruf
Büttner wuchs in Pegnitz auf. Dem Abitur folgte ein Studium der Zeitungswissenschaften, Politik und Geschichte an der Ludwig-Maximilians-Universität in München, das er als Magister Artium abschloss. Nach dem Volontariat folgte eine Tätigkeit als Redakteur in München.
1972 wechselte Büttner zur  Deutschen Journalisten-Union (dju) bei der IG Druck und Papier (heute ver.di) in Stuttgart als Gewerkschaftssekretär und war bis 1982 dju-Bundesgeschäftsführer.
1976 besucht er mit einer Journalisten-Delegation Sambia und engagierte sich seitdem in der Entwicklungspolitik. Von 1979 bis 1981 arbeitete er in Lusaka als Gewerkschaftsberater der Friedrich-Ebert-Stiftung und half für die afrikanischen Staaten südlich der Sahara beim Aufbau gewerkschaftlicher Strukturen.
Von 1982 bis 1989 war er DGB-Kreisvorsitzender in Ingolstadt, 1989 wurde er zum Chefredakteur der Fachzeitschrift „Soziale Sicherheit“.

## Politik
Büttner leitete bereits in den 70er-Jahren für die SPD zwei Kommunalwahlkämpfe in München und Stuttgart. Von 1990 bis 2002 trat er viermal für seine Partei im Wahlkreis Ingolstadt zur Bundestagswahl an und zog jeweils über deren bayerische Landesliste ins Parlament ein.
Im Bundestag waren sein Arbeitsschwerpunkte zunächst die Sozial- und Gesundheitspolitik, später war er ordentliches Mitglied im Auswärtigen Ausschuss und im Sportausschuss, stellvertretendes Mitglied im Ausschuss für Gesundheit und soziale Sicherung und im Ausschuss für die Angelegenheiten der Europäischen Union, außerdem stellvertretender Vorsitzender und Sprecher des Unterausschusses Globalisierung und Weltwirtschaft.
Seinem entwicklungspolitischen Engagement blieb er treu: Er nahm an mehreren Delegationsreisen der Bundesregierung nach Afrika und Südamerika teil, war Vorsitzender der Parlamentariergruppe für das südliche Afrika und Vorsitzender des Gesprächskreises Afrika der SPD-Fraktion. Den Botschaften der afrikanischen Länder war er ein kompetenter Ansprechpartner.
2004 riss ein Herzinfarkt Büttner in Berlin aus seiner Arbeit, an dessen Folgen er wenig später verstarb.
Der 2006 gegründete Hans Büttner – Chaabwe Förderverein „Schulbildung für Aidswaisen in Sambia“ knüpft durch gezielte Vergabe von Schulstipendien an Büttners Engagement für Afrika an.

## Familie
Büttner war mit der bildenden Künstlerin Gerda Biernath verheiratet und hatte zwei Kinder.